# Christophe Llamas
Pour les articles homonymes, voir Llamas.
Christophe Llamas, né le 7 juillet 1971 à Lézignan-Corbières, est un ultra-triathlète français classé numéro un mondial[Quand ?] et champion du monde de décatriathlon en 2004 et 2006.

## Biographie

### Jeunesse
Né à Lézignan-Corbières le 7 juillet 1971, Christophe Llamas commence le cyclisme à l'âge de 12 ans au club de l'ASPTT Strasbourg. Il participe à son premier triathlon à Offenbourg (en Allemagne) en 1988 (à l'âge de 16 ans) dans la catégorie A, ce qui représente une course de 1 km de natation, 50 km de vélo et 10 km de course à pied. 
Pourtant, Christophe Llamas ne semble pas disposer des capacités physiques pour la pratique sportive, encore moins des sports de très longue endurance : il se décrit lui-même comme « un enfant rachitique, adolescent au cœur fragile, atteint d’hypertension artérielle ». Il fait aussi face à une peur panique de l'eau.

### Carrière militaire
Il s'engage dans l'armée (arme de l'artillerie) en 1991 et représente officiellement, à titre de triathlète, l'armée de Terre de 2004 à 2007.

### Carrière en ultra-triathlon
Il participe à son premier Ironman (3,8 km de natation, 180 km de vélo et 42,2 km de course à pied) au Lac Biwa au Japon en juin 1997 où il termine en 11 h 26 min 21 s, néanmoins à cause d'un typhon au moment de la compétition seul le vélo et la course à pied ont été possible. Il augmente petit à petit les distances et effectue sa première course de 100 km à Rognonas en janvier 1998. Il enchaine en août avec l'Embrunman.
Par la suite il participe à son premier double triathlon (7,6 km de natation, 360 km de vélo et 84,4 km de course à pied) en 2003 en Autriche, à l'occasion du la coupe du monde d'ultratriathlon. Il poursuit avec les étapes du triple triathlon (11,4 km de natation, 540 km de vélo et 126,6 km de course à pied) d'Allemagne, des doubles triathlons de Lituanie et des États-Unis, finissant par le décatriathlon d'Hawaii (38 km de natation, 1 800 km de vélo et 422 km de course à pied), pour en finir septième toutes catégories et cinquième des moins de 40 ans.
En 2004, à l'occasion de son premier décatriathlon à Hawaï qu'il achève en 10 jours 23 h 13 min 56 s à la cinquième place générale, il devient champion du monde de la discipline avec le classement par pays et vice-champion du monde des moins de 40 ans. Cette étape faisant partie de la coupe du monde d'ultratriathlon lui permet de se classer cinquième toutes catégories et numéro 1 mondial des moins de 40 ans. Il réalise la même performance en 2006, remportant en plus la troisième place toutes catégories.
Toujours en 2006, il devient vice-champion du Monde sur la distance double Ironman, devant son compatriote Guy Rossi, après 25 h 40 min 55 s de course. Son parcours se découpe en 2 h 21 min 53 s de natation, 11 h 58 min 59 s de cyclisme et 11 h 11 min 41 s de course à pied.
Il publie avec Fanny Roca un livre sur son histoire.
En 2011, son objectif est de battre le record du monde sur la distance du décatriathlon, détenu par le Français Fabrice Lucas.

### Vie privée
Christophe Llamas est marié et a cinq enfants. Ses difficultés financières pour vivre de son sport le poussent à organiser des récoltes de fonds pour participer à ses compétitions. Il travaille à côté de ses entrainements dans les métiers de la sécurité.

## Palmarès
Le tableau suivant présente les résultats les plus significatifs (podiums) obtenus sur le circuit international d'ultra-triathlon depuis 1997.
| Année | Compétition                                                                   | Pays     | Position | Temps                     |
| ----- | ----------------------------------------------------------------------------- | -------- | -------- | ------------------------- |
| 2006  | Championnat du monde de décatriathlon (individuel, toutes catégories)         | Hawaï    |          | 9 jours 7 h 37 min 52 s   |
| 2006  | Championnat du monde de décatriathlon (classement par pays France)            | Hawaï    |          | 9 jours 7 h 37 min 52 s   |
| 2006  | Coupe du monde d'ultratriathlon (individuel, catégorie moins de 40 ans)       | 5 étapes |          |                           |
| 2005  | Championnat des Amériques                                                     | Équateur |          | 25 h 40 min 0 s           |
| 2005  | Championnat d'Europe distance double triathlon (classement par pays France)   | Autriche |          |                           |
| 2004  | Championnat du monde de décatriathlon (classement par pays France)            | Hawaï    |          | 10 jours 23 h 13 min 56 s |
| 2004  | Championnat du monde de décatriathlon (individuel, catégorie moins de 40 ans) | Hawaï    |          | 10 jours 23 h 13 min 56 s |
| 2004  | Coupe du monde d'ultratriathlon (individuel, catégorie moins de 40 ans)       | 5 étapes |          |                           |